# Karanovac (Petrovo)
Pour les articles homonymes, voir Karanovac.
Karanovac (en serbe cyrillique : Карановац) est un village de Bosnie-Herzégovine. Il est situé dans la municipalité de Petrovo et dans la république serbe de Bosnie. Selon les premiers résultats du recensement bosnien de 2013, il compte 1 199 habitants.

## Histoire
Jusqu'à la guerre de Bosnie-Herzégovine, Karanovac faisait partie de la municipalité de Gračanica ; à la suite des accords de Dayton, la localité a été rattachée à la municipalité de Petrovo nouvellement créée et intégrée à la république serbe de Bosnie.

## Démographie

### Évolution historique de la population dans la localité
| 1948 | 1953 | 1961 | 1971 | 1981  | 1991  | 2013  |
| ---- | ---- | ---- | ---- | ----- | ----- | ----- |
| -    | -    | 694  | 933  | 1 030 | 1 178 | 1 199 |

|  |